# Ammobaenetes lariversi
Ammobaenetes lariversi is een rechtvleugelig insect uit de familie grottensprinkhanen (Rhaphidophoridae). De wetenschappelijke naam van deze soort is voor het eerst geldig gepubliceerd in 1944 door Strohecker.